# Santa Rita (comuna)
Santa Rita fue una de las comunas que integró el antiguo departamento de Maipo, en la provincia de O’Higgins.
En 1907, de acuerdo al censo de ese año, la comuna tenía una población de 2673 habitantes. Su territorio fue organizado por decreto del 14 de noviembre de 1896, a partir del territorio de la subdelegación 12.° Santa Rita.

## Historia
La comuna fue creada por decreto del 14 de noviembre de 1896, con el territorio de la subdelegación 12.° Santa Rita.
Esta comuna fue suprimida mediante el Decreto con Fuerza de Ley N.º 8.583 del 30 de diciembre de 1927, dictado por el presidente Carlos Ibáñez del Campo como parte de una reforma político-administrativa, anexando su territorio a la comuna de Buin. La supresión se hizo efectiva a contar del 1 de febrero de 1928.